# Liste des titres musicaux numéro un en Autriche en 2010
Cette page liste les titres numéro un dans les meilleures ventes de disques en Autriche pour l'année 2010.

## Classement des singles
| №  | Date         | Artiste                     | Titre                            |
| -- | ------------ | --------------------------- | -------------------------------- |
| 1  | 1er janvier  | Lady Gaga                   | Bad Romance                      |
| 2  | 8 janvier    | Lady Gaga                   | Bad Romance                      |
| 3  | 15 janvier   | Lady Gaga                   | Bad Romance                      |
| 4  | 22 janvier   | Kesha                       | Tik Tok                          |
| 5  | 29 janvier   | Kesha                       | Tik Tok                          |
| 6  | 5 février    | Kesha                       | Tik Tok                          |
| 7  | 12 février   | Kesha                       | Tik Tok                          |
| 8  | 19 février   | Kesha                       | Tik Tok                          |
| 9  | 26 février   | Kesha                       | Tik Tok                          |
| 10 | 5 mars       | Kesha                       | Tik Tok                          |
| 11 | 12 mars      | Kesha                       | Tik Tok                          |
| 12 | 19 mars      | Kesha                       | Tik Tok                          |
| 13 | 26 mars      | Stromae                     | Alors on danse                   |
| 14 | 2 avril      | Stromae                     | Alors on danse                   |
| 15 | 9 avril      | Stromae                     | Alors on danse                   |
| 16 | 16 avril     | Stromae                     | Alors on danse                   |
| 17 | 23 avril     | Stromae                     | Alors on danse                   |
| 18 | 30 avril     | Mehrzad Marashi (de)        | Don’t Believe                    |
| 19 | 7 mai        | Mehrzad Marashi (de)        | Don’t Believe                    |
| 20 | 14 mai       | Mehrzad Marashi (de)        | Don’t Believe                    |
| 21 | 21 mai       | Mehrzad Marashi (de)        | Don’t Believe                    |
| 22 | 28 mai       | K’naan                      | Wavin' Flag                      |
| 23 | 4 juin       | K’naan                      | Wavin' Flag                      |
| 24 | 11 juin      | K’naan                      | Wavin' Flag                      |
| 25 | 18 juin      | K’naan                      | Wavin' Flag                      |
| 26 | 25 juin      | Shakira feat. Freshlyground | Waka Waka (This Time for Africa) |
| 27 | 2 juillet    | Shakira feat. Freshlyground | Waka Waka (This Time for Africa) |
| 28 | 9 juillet    | Shakira feat. Freshlyground | Waka Waka (This Time for Africa) |
| 29 | 16 juillet   | Shakira feat. Freshlyground | Waka Waka (This Time for Africa) |
| 30 | 23 juillet   | Shakira feat. Freshlyground | Waka Waka (This Time for Africa) |
| 31 | 30 juillet   | Shakira feat. Freshlyground | Waka Waka (This Time for Africa) |
| 32 | 6 août       | Yolanda Be Cool & DCUP (en) | We No Speak Americano            |
| 33 | 13 août      | Yolanda Be Cool & DCUP (en) | We No Speak Americano            |
| 34 | 20 août      | Yolanda Be Cool & DCUP (en) | We No Speak Americano            |
| 35 | 27 août      | Yolanda Be Cool & DCUP (en) | We No Speak Americano            |
| 36 | 3 septembre  | Yolanda Be Cool & DCUP (en) | We No Speak Americano            |
| 37 | 10 septembre | Yolanda Be Cool & DCUP (en) | We No Speak Americano            |
| 38 | 17 septembre | Yolanda Be Cool & DCUP (en) | We No Speak Americano            |
| 39 | 24 septembre | Eminem feat. Rihanna        | Love the Way You Lie             |
| 40 | 1er octobre  | Eminem feat. Rihanna        | Love the Way You Lie             |
| 41 | 8 octobre    | Eminem feat. Rihanna        | Love the Way You Lie             |
| 42 | 15 octobre   | Eminem feat. Rihanna        | Love the Way You Lie             |
| 43 | 22 octobre   | Eminem feat. Rihanna        | Love the Way You Lie             |
| 44 | 29 octobre   | Rihanna                     | Only Girl (In the World)         |
| 45 | 5 novembre   | Rihanna                     | Only Girl (In the World)         |
| 46 | 12 novembre  | Trackshittaz                | Oida taunz!                      |
| 47 | 19 novembre  | Rihanna                     | Only Girl (In the World)         |
| 49 | 26 novembre  | Bruno Mars                  | Just the Way You Are             |
| 50 | 3 décembre   | Duck Sauce                  | Barbra Streisand                 |
| 51 | 10 décembre  | The Black Eyed Peas         | The Time (Dirty Bit)             |
| 52 | 17 décembre  | The Black Eyed Peas         | The Time (Dirty Bit)             |
| 53 | 24 décembre  | The Black Eyed Peas         | The Time (Dirty Bit)             |
| 54 | 31 décembre  | The Black Eyed Peas         | The Time (Dirty Bit)             |

## Classement des albums
| №  | Date         | Artiste                                                      | Titre                                                    |
| -- | ------------ | ------------------------------------------------------------ | -------------------------------------------------------- |
| 1  | 1er janvier  | Falco                                                        | The Spirit Never Dies                                    |
| 2  | 8 janvier    | Lady Gaga                                                    | The Fame                                                 |
| 3  | 15 janvier   | Orchestre philharmonique de Vienne Direction: Georges Prêtre | Neujahrskonzert 2010                                     |
| 4  | 22 janvier   | Orchestre philharmonique de Vienne Direction: Georges Prêtre | Neujahrskonzert 2010                                     |
| 5  | 29 janvier   | Orchestre philharmonique de Vienne Direction: Georges Prêtre | Neujahrskonzert 2010                                     |
| 6  | 5 février    | Collectif d'artistes                                         | Hope for Haiti Now                                       |
| 7  | 12 février   | Marc Pircher                                                 | Don’t Believe                                            |
| 8  | 19 février   | Erste Allgemeine Verunsicherung                              | Neue Helden braucht das Land                             |
| 9  | 26 février   | Erste Allgemeine Verunsicherung                              | Neue Helden braucht das Land                             |
| 10 | 5 mars       | Bushido                                                      | Zeiten ändern dich                                       |
| 11 | 12 mars      | Johnny Cash                                                  | American VI: Ain't No Grave                              |
| 12 | 19 mars      | Gorillaz                                                     | Plastic Beach                                            |
| 13 | 26 mars      | Amy Macdonald                                                | A Curious Thing                                          |
| 14 | 2 avril      | Amy Macdonald                                                | A Curious Thing                                          |
| 15 | 9 avril      | Amy Macdonald                                                | A Curious Thing                                          |
| 16 | 16 avril     | Amy Macdonald                                                | A Curious Thing                                          |
| 17 | 23 avril     | Slash                                                        | Slash                                                    |
| 18 | 30 avril     | AC/DC                                                        | Iron Man 2 (Soundtrack)                                  |
| 19 | 7 mai        | AC/DC                                                        | Iron Man 2 (Soundtrack)                                  |
| 20 | 14 mai       | AC/DC                                                        | Iron Man 2 (Soundtrack)                                  |
| 21 | 21 mai       | AC/DC                                                        | Iron Man 2 (Soundtrack)                                  |
| 22 | 28 mai       | AC/DC                                                        | Iron Man 2 (Soundtrack)                                  |
| 23 | 4 juin       | AC/DC                                                        | Iron Man 2 (Soundtrack)                                  |
| 24 | 11 juin      | Lena                                                         | My Cassette Player                                       |
| 25 | 18 juin      | Bande originale                                              | Eclipse – Bis(s) zum Abendrot                            |
| 26 | 25 juin      | Helene Fischer                                               | Best of                                                  |
| 27 | 2 juillet    | Eminem                                                       | Recovery                                                 |
| 28 | 9 juillet    | Eminem                                                       | Recovery                                                 |
| 29 | 16 juillet   | Seer                                                         | Wohlfühlgfühl                                            |
| 30 | 23 juillet   | Seer                                                         | Wohlfühlgfühl                                            |
| 31 | 30 juillet   | Bande originale                                              | Eclipse – Bis(s) zum Abendrot                            |
| 32 | 6 août       | Die Amigos                                                   | Weißt du, was du für mich bist?                          |
| 33 | 13 août      | Die Amigos                                                   | Weißt du, was du für mich bist?                          |
| 34 | 20 août      | Eminem                                                       | Recovery                                                 |
| 35 | 27 août      | Iron Maiden                                                  | The Final Frontier                                       |
| 36 | 3 septembre  | Hansi Hinterseer                                             | Ich hab dich einfach lieb                                |
| 37 | 10 septembre | Wir sind Helden                                              | Bring mich nach Hause                                    |
| 38 | 17 septembre | Katy Perry                                                   | Teenage Dream                                            |
| 39 | 24 septembre | Linkin Park                                                  | A Thousand Suns                                          |
| 40 | 1er octobre  | Linkin Park                                                  | A Thousand Suns                                          |
| 41 | 8 octobre    | Rainhard Fendrich                                            | Meine Zeit                                               |
| 42 | 15 octobre   | Rainhard Fendrich                                            | Meine Zeit                                               |
| 43 | 22 octobre   | Robbie Williams                                              | In and out of Consciousness: The Greatest Hits 1990–2010 |
| 44 | 29 octobre   | Kings of Leon                                                | Come Around Sundown                                      |
| 45 | 5 novembre   | Andrea Berg                                                  | Schwerelos                                               |
| 46 | 12 novembre  | Kiddy Contest Kids                                           | Kiddy Contest Vol. 16                                    |
| 47 | 19 novembre  | Andrea Berg                                                  | Schwerelos                                               |
| 49 | 26 novembre  | Kiddy Contest Kids                                           | Kiddy Contest Vol. 16                                    |
| 50 | 3 décembre   | Kiddy Contest Kids                                           | Kiddy Contest Vol. 16                                    |
| 51 | 10 décembre  | Kiddy Contest Kids                                           | Kiddy Contest Vol. 16                                    |
| 52 | 17 décembre  | Kiddy Contest Kids                                           | Kiddy Contest Vol. 16                                    |
| 53 | 24 décembre  | Michael Jackson                                              | Michael                                                  |
| 54 | 31 décembre  | Michael Jackson                                              | Michael                                                  |

## Hit-Parade de l'année
| Singles | Alben |
| --- | --- |
| 1. Yolanda Be Cool vs DCUP – We No Speak Americano! 2. Shakira feat. Freshlyground – Waka Waka (This Time for Africa) 3. K’naan – Wavin’ Flag 4. Eminem feat. Rihanna – Love the Way You Lie 5. Stromae – Alors on danse 6. Kesha – TiK ToK 7. Edward Maya & Vika Jigulina – Stereo Love 8. Unheilig – Geboren um zu leben 9. Lady Gaga – Bad Romance 10. Lady Gaga – Alejandro | 1. Lady Gaga − The Fame 2. David Guetta − One Love 3. Unheilig – Große Freiheit 4. Eminem – Recovery 5. Kiddy Contest Kids – Kiddy Contest Vol. 16 6. Andreas Gabalier – Herzwerk 7. Falco – The Spirit Never Dies 8. Wiener Philharmoniker / Georges Prêtre − Neujahrskonzert 2010 9. Erste Allgemeine Verunsicherung – Neue Helden braucht das Land 10. Linkin Park – A Thousand Suns |